# Nagy
Nagy (/nɒɟ/) ist ein ungarischer Familienname mit der Bedeutung „groß“.

## Namensträger

### A
- Ádám Nagy (* 1995), ungarischer Fußballnationalspieler
- Adrienn Nagy (* 2001), ungarisch-deutsche Tennisspielerin
- Ágnes Nemes Nagy (1922–1991), ungarische Autorin und Übersetzerin
- Albert Graf Lónyay de Nagy-Lónya et Vasáros-Namény (1850–1923), ungarischer Offizier
- Alexander Nagy (* 1974), slowakischer Wasserballspieler
- Alexander Andreas Joseph von Nagy (1717–1808), deutscher Generalleutnant
- Ambrus Nagy (1927–1991), ungarischer Fechter
- András Nagy (General) († 1612), ungarischer Heiduckengeneral
- András Nagy (Politiker) (1882–1956), ungarischer Politiker
- András Nagy (Kameramann) (* 1972), ungarischer Kameramann
- András Nagy (Boxer) (1986–2009), ungarischer Boxer
- András Nagy (Handballspieler) (* 1989), ungarischer Handballspieler
- András Kiss Nagy (1930–1997), ungarischer Bildhauer und Medailleur
- Andrea Nagy (* 1971), ungarische Basketballspielerin
- Andrej Prean Nagy (auch András Nagy; 1923–1997), rumänisch-ungarischer Fußballspieler und -trainer
- Andy Nagy (* 1991), US-amerikanischer Basketballschiedsrichter
- Anikó Nagy (* 1970), ungarische Handballspielerin
- Annette Meincke-Nagy (* 1965), deutsche Bildhauerin
- Anselm Nagy (1915–1988), ungarisch-US-amerikanischer Zisterzienserabt
- Antal Nagy (Fußballspieler, 1913) (1913–1984), ungarischer Fußballspieler
- Antal Nagy (Fußballspieler, 1944) (* 1944), ungarischer Fußballspieler
- Antal Nagy (Fußballspieler, 1956) (* 1956), ungarischer Fußballspieler
- Anton Sztáray von Nagy-Mihaly (1740–1808), österreichischer Offizier
- Attila Nagy (* 1966), ungarischer Badmintonspieler

### B
- Bálint B. Nagy (1919–1965), ungarischer Gewichtheber
- Beáta Boglárka Wagner-Nagy (* 1970), ungarische Finnougristin
- Béla Nagy (Fechter) (1876–1924), ungarischer Fechter
- Béla Nagy (Sportschütze) (* 1941), ungarischer Sportschütze
- Béla Nagy (Bogenschütze) (* 1943), ungarischer Bogenschütze
- Béla Nagy (Eishockeyspieler) (* 1957), rumänischer Eishockeyspieler
- Béla Nagy (Ringer) (* 1962), ungarischer Ringer
- Béla Szőkefalvi-Nagy (1913–1998), ungarischer Mathematiker

### C
- Csaba Nagy (Eishockeyspieler) (* 1984), ungarisch-rumänischer Eishockeyspieler
- Csaba Nagy (Tänzer) (* 1987), ungarischer Tänzer

### D
- Dániel Nagy (* 1991), ungarischer Fußballspieler
- Dávid Nagy (* 1999), ungarischer Fechter
- Dénes Nagy (* 1980), ungarischer Filmemacher

### E
- Emil Nagy (1871–1956), ungarischer Jurist, Politiker und Justizminister
- Emma Nagy (* 1998), ungarische Jazzmusikerin
- Emmerich Nagy (General) (1882–1965), österreichisch-deutscher General
- Emmerich Nagy (Rennfahrer) (1904–1929), österreichischer Motorradrennfahrer
- Endre Nagy (1877–1938), ungarischer Schriftsteller und Kabarettist
- Eric Nagy, US-amerikanischer Filmeditor
- Ernő Nagy (Fechter) (1898–1977), ungarischer Fechter
- Ernő Nagy (Politiker), ungarischer Politiker (SZDP)
- Eszter Nagy (* 1991), ungarische Volleyballspielerin
- Eva Nagy (1921–2003), österreichische Malerin

### F
- Ferenc Nagy (Rechtswissenschaftler) (1852–1927/1928), ungarischer Rechtswissenschaftler
- Ferenc Nagy (Fußballspieler) (1884–1962), ungarischer Fußballspieler und -trainer
- Ferenc Nagy (Politiker) (1903–1979), ungarischer Politiker
- Ferenc Nagy (Boxer) (1916–1977), ungarischer Boxer
- Ferenc Nagy (Chemiker) (1927–2009), ungarischer Chemiker
- Ferenc Nagy (Jurist) (1948–2020), ungarischer Jurist
- Ferenc Nagy (Biologe) (* 1952), ungarischer Biologe
- Ferenc Nagy (Segler) (* 1956), ungarischer Segler

### G
- Gábor Nagy (Schauspieler) (* 1949), ungarischer Schauspieler
- Gábor Nagy (Fußballspieler, 1981) (* 1981), ungarischer Fußballspieler
- Gábor Nagy (Fußballspieler, 1985) (* 1985), ungarischer Fußballspieler
- Gábor Nagy (Schachspieler) (* 1994), ungarischer Schachspieler
- Gary Nagy (* 1966), deutscher Musiker
- Gáspár Nagy, ungarischer Schriftsteller
- Gergely Nagy (* 1969), ungarischer Schriftsteller
- Gergő Nagy (* 1989), ungarischer Eishockeyspieler
- Géza Nagy (1892–1953), ungarischer Schachspieler
- Gregory Nagy (* 1942), US-amerikanischer Altphilologe
- György Nagy (Basketballspieler) (1926–2004), ungarischer Basketballspieler
- György Nagy (Fußballspieler) (1942–1992), ungarischer Fußballspieler
- György Nagy (Curler) (* 1965), ungarischer Curler
- Gyula Szőkefalvi-Nagy (1887–1953), ungarischer Mathematiker

### H
- Helga Kecse-Nagy (* 1985), ungarische Squashspielerin

### I
- Ilona Nagy (* 1951), ungarische Handballspielerin
- Imre Nagy (1896–1958), ungarischer Politiker
- Imre Nagy (Moderner Fünfkämpfer) (1933–2013), ungarischer Moderner Fünfkämpfer
- Imre Nagy (Fechter) (1941–2011), kanadischer Fechter
- Imre Nagy (Politiker, 1957) (* 1957), ungarischer Politiker und Wirtschaftsmanager
- Isabella Nagy (* 1979), rumänisch-deutsche Schauspielerin
- István Nagy (Bischof) (1725–1804), ungarischer Geistlicher, Titularbischof von Themiscyra
- István Nagy (Maler) (1873–1937), ungarischer Maler
- István Nagy (Schriftsteller) (1904–1977), ungarischer Schriftsteller
- István Nagy (Fußballspieler, 1922) (1922–??), ungarischer Fußballspieler
- István Nagy (Fußballspieler, 1939) (1939–1999), ungarischer Fußballspieler
- István Nagy (Komponist) (1940–2020), ungarischer Komponist
- István Nagy (Fußballspieler, 1951) (* 1951), ungarischer Fußballspieler
- István Nagy (Leichtathlet) (* 1959), ungarischer Sprinter
- István Nagy (Politiker) (* 1967), ungarischer Agraringenieur und Politiker
- István Nagy (Eishockeyspieler) (* 1981), rumänischer Eishockeyspieler
- István Fischer de Nagy (1754–1822), ungarischer Geistlicher, Erzbischof von Eger
- Iván Nagy (Historiker) (1824–1898), ungarischer Genealoge, Heraldiker und Historiker
- Ivan Nagy (Regisseur) (1938–2015), ungarischer Filmregisseur und Drehbuchautor
- Iván Nagy (Tänzer) (1943–2014), ungarisch-US-amerikanischer Tänzer und Choreograf
- Iván Böszörményi-Nagy (1920–2007), ungarischer Arzt, Psychotherapeut und Hochschullehrer

### J
- Jan Nagy (* 1945), tschechoslowakischer Gewichtheber
- János Nagy (Fußballspieler, 1903) (1903–??), ungarischer Fußballspieler
- János Nagy (Diplomat), ungarischer Diplomat
- János Nagy (Fußballspieler, 1947) (* 1947), ungarischer Fußballspieler
- János Nagy (Fußballspieler, 1950) (* 1950), ungarischer Fußballspieler
- János Nagy (Ringer) (* 1964), ungarischer Ringer
- János Nagy (Boxer) (* 1975), ungarischer Boxer
- Janos B. Nagy (1940–2007), ungarischer Opernsänger (Tenor)
- János Berze Nagy (1879–1946), ungarischer Sprach- und Literaturwissenschaftler
- Joseph Falaky Nagy (* 1954), US-amerikanischer Sprachwissenschaftler
- József Nagy (Leichtathlet) (1884–1952), ungarischer Leichtathlet
- József Nagy (Fußballspieler, 1892) (1892–1963), ungarischer Fußballspieler und -trainer
- József Nagy (Boxer, 1934) (* 1934), ungarischer Boxer
- József Nagy (Boxer, 1953) (* 1953), ungarischer Boxer
- József Nagy (Ringer, I), ungarischer Ringer
- József Nagy (Fußballspieler, 1960) (* 1960), ungarischer Fußballspieler
- József Nagy (Politiker) (* 1968), slowakischer Politiker
- József Nagy (Boxer, 1975) (* 1975), ungarischer Boxer
- József Nagy (Fußballspieler, 1988) (* 1988), ungarischer Fußballspieler
- József Nagy (Ringer, 1988) (* 1988), ungarischer Ringer
- Judit Földingné Nagy (* 1965), ungarische Langstreckenläuferin

### K
- Käthe von Nagy (1904–1973), ungarische Schauspielerin
- Katalin Juhász-Nagy (* 1932), ungarische Fechterin, siehe Katalin Juhász
- Katica Nagy (* 1995), ungarische Schauspielerin
- Kornél Nagy (* 1986), ungarischer Handballspieler
- Krisztián Nagy (Tischtennisspieler) (* 1989), ungarischer Tischtennisspieler
- Krisztián Nagy (Fußballspieler) (Mihály Krisztián Nagy; * 1992), ungarischer Fußballspieler
- Krisztián Nagy (Eishockeyspieler) (* 1994), ungarischer Eishockeyspieler
- Krisztina Nagy (Illustratorin) (* 1966), ungarische Illustratorin
- Krisztina Nagy (Tischtennisspielerin) (* 1969), ungarische Tischtennisspielerin
- Krisztina Nagy (Beachvolleyballspielerin) (* 1976), ungarische Beachvolleyballspielerin
- Kyra Nagy (* 1977), ungarische Tennisspielerin

### L
- Ladislaus Nagy von Alsó-Szopor (1803–1872), österreichisch-ungarischer General
- Ladislav Nagy (Fußballspieler) (* 1972), slowakischer Fußballspieler
- Ladislav Nagy (Eishockeyspieler) (* 1979), slowakischer Eishockeyspieler
- Lajos Nagy (Schriftsteller) (1883–1954), ungarischer Schriftsteller
- Lajos Nagy (Archäologe) (1897–1946), ungarischer Archäologe und Kunsthistoriker
- Lajos Nagy (Diplomat), ungarischer Diplomat
- Lajos Nagy (Wasserballspieler) (* 1936), ungarisch-deutscher Wasserballspieler
- László Nagy (Dichter) (1925–1978), ungarischer Lyriker
- László Nagy (Eiskunstläufer) (1927–2005), ungarischer Eiskunstläufer
- László Nagy (Kanute) (* 1930), ungarischer Kanute
- László Nagy (Fußballspieler) (* 1949), ungarischer Fußballspieler
- László Nagy (Handballspieler) (* 1981), ungarischer Handballspieler
- László Moholy-Nagy (1895–1946), ungarisch-US-amerikanischer Maler und Fotograf
- Laura Nagy (* 2003), ungarische Handballspielerin

### M
- Marcell Nagy (Schauspieler) (* 1991), ungarischer Schauspieler und Kameramann
- Marcell Nagy (Leichtathlet) (* 2002), ungarischer Leichtathlet
- Marcell Deák Nagy (* 1992), ungarischer Sprinter
- Margit Nagy (* 1945), ungarische Archäologin
- Marianna Nagy (Eiskunstläuferin) (1929–2011), ungarische Eiskunstläuferin
- Marianna Nagy (Handballspielerin) (Marianna Nagy-Gódor; * 1957), ungarische Handballspielerin
- Marianna Nagy (Shorttrackerin) (* 1984), ungarische Shorttrackerin
- Markus Nagy (* 1963), deutscher Koch
- Márton Nagy (* 1976), ungarischer Politiker
- Matt Nagy (* 1978), US-amerikanischer American-Football-Spieler und -Trainer
- Michael Nagy (* 1976), deutscher Sänger (Bariton) und Dirigent
- Mihály Nagy, ungarischer Archäologe
- Miklós Nagy (Journalist) (1840–1907), siebenbürgischer Journalist und Zeitungsherausgeber
- Miklós Nagy (Fußballspieler), rumänischer Fußballspieler
- Miklós Nagy (Maler) (* 1935), ungarischer Maler und Chemiker
- Miklós Nagy (Schiedsrichter) (* 1938), ungarischer Fußballschiedsrichter
- Miklós Nagy (Kunstsammler) (* 1951), ungarischer Kunstsammler und Fotograf
- Miklós Nagy (Leichtathlet) (* 1958), ungarischer Sprinter
- Miklós Nagy (Musiker) (* 1963), ungarischer Musiker
- Mohamed Nagy (* 1984), ägyptischer Fußballspieler

### N
- Nikolasz Nagy (* 2000), ungarischer Fußballspieler
- Nikolett Nagy, ungarische Judoka

### O
- Orsolya Nagy (* 1977), ungarische Fechterin
- Oszkár Nagy (1883–1965), ungarischer Maler

### P
- Pál Nagy (* 1935), ungarischer Fechter
- Péter Nagy (Theologe) (1819–1884), ungarischer Theologe und Geistlicher, Bischof in Siebenbürgen
- Péter Nagy (Journalist) (1874–1938), ungarischer Journalist, Schriftsteller und Politiker
- Péter Nagy (Literaturwissenschaftler) (1920–2010), ungarischer Literaturwissenschaftler
- Peter Nagy (Regisseur) (* 1955), österreichischer Regisseur
- Peter Nagy (Maler) (* 1959), US-amerikanischer Maler, Fotograf und Galerist
- Péter Nagy (Pianist) (* 1960), ungarischer Pianist
- Peter Nagy (Kanute) (1964–2021), slowakischer Kanute
- Peter Nagy (Kanute, 1987) (* 1987), ungarischer Kanute
- Péter Nagy (Schauspieler) (* 1981), ungarischer Schauspieler
- Péter Nagy (Gewichtheber) (* 1986), ungarischer Gewichtheber
- Péter Nagy (Tennisspieler) (* 1992), ungarischer Tennisspieler
- Peter Püspöki Nagy (* 1944), slowakischer Heraldiker, Historiker und Schriftsteller
- Péter Tibor Nagy (* 1963), ungarischer Historiker
- Phyllis Nagy, amerikanischer Regisseur

### R
- Richard Nagy (* 1993), swlowakischer Schwimmer
- Richi Nagy (* 1966), österreichischer Sänger, Songwriter, Arrangeur und Musikproduzent
- Robert Nagy (Sänger) (1929–2008), US-amerikanischer Opernsänger (Tenor)
- Róbert Nagy (Cellist) (* 1966), ungarischer Cellist
- Róbert Nagy (Radsportler) (* 1972), slowakischer Radrennfahrer
- Róbert Nagy (Fußballspieler) (* 1987), ungarischer Fußballspieler
- Róbert Urbán-Nagy (* 1972), ungarischer Sänger (Tenor)
- Roland Nagy (* 1971), rumänischer Fußballspieler und -trainer
- Róza Nagy (* 1951), ungarische Ökonomin und Politikerin
- Rudolph Apponyi von Nagy-Appony (1812–1876), österreich-ungarischer Diplomat

### S
- Sándor Nagy (Eiskunstläufer), ungarischer Eiskunstläufer
- Sándor Nagy (Sportschütze) (* 1940), ungarischer Sportschütze
- Sándor Nagy (Schwimmer) (* 1960), ungarischer Schwimmer
- Sándor Nagy (Fußballspieler) (* 1988), ungarischer Fußballspieler
- Sibyl Moholy-Nagy (1903–1971), US-amerikanisch-deutsche Dramaturgin, Schauspielerin und Kunsthistorikerin
- Simon Nagy (Regisseur) (* 1994), österreichischer Regisseur
- Simon Nagy (Radsportler) (* 2001), slowakischer Radrennfahrer
- Stanisław Nagy (1921–2013), polnischer Theologe und Kardinal
- Stefan Havadi-Nagy (* 1954), rumänischer Fotograf und Künstler

### T
- Thomas J. Nagy (* 1963), österreichischer Gesundheitswissenschaftler, Autor und Verleger
- Tibor Nagy (Kunsthändler) (auch Tibor de Nagy; 1910–1993), ungarisch-amerikanischer Wirtschaftswissenschaftler und Kunsthändler
- Tibor Nagy (Archäologe) (1910–1995), ungarischer Archäologe und Historiker
- Tibor Nagy (Politiker) (* 1924), ungarischer Politik- und Rechtswissenschaftler und Politiker
- Tibor Nagy (Kanute), ungarischer Kanute
- Tibor Nagy (Fußballspieler) (* 1962), ungarischer Fußballspieler
- Tibor Nagy (Komponist), ungarischer Komponist
- Tibor P. Nagy (* 1949), US-amerikanischer Diplomat
- Tibor Szemenyey-Nagy (* 1953), ungarischer Bildhauer
- Tímea Nagy (* 1970), ungarische Fechterin
- Timo Nagy (* 1983), deutscher Fußballspieler
- Tünde Nagy (* 1968), ungarische Fußballspielerin

### V
- Viktor Nagy (* 1984), ungarischer Wasserballspieler
- Vilmos Nagy (1884–1976), ungarischer General, Verteidigungsminister und Schriftsteller

### Z
- Zsigmond Nagy (1937–2010), ungarischer Kugelstoßer
- Zsigmond Sarkadi Nagy (* 1955), ungarischer Radrennfahrer
- Zoltán Nagy (Regisseur), Filmregisseur
- Zoltán Nagy (Eishockeyspieler) (Istvan Nagy; * 1955), rumänischer Eishockeyspieler
- Zoltán Nagy (Fußballspieler, 1974) (* 1974), ungarischer Fußballspieler
- Zoltán Nagy (Sänger), ungarischer Sänger (Bassbariton)
- Zoltán Nagy (Fußballspieler, 1985) (* 1985), ungarischer Fußballspieler
- Zsolt Nagy (Fußballspieler, März 1968) (1968–2024), ungarischer Fußballtorhüter
- Zsolt Nagy (Fußballspieler, Juni 1968) (* 1968), ungarischer Fußballspieler
- Zsolt Nagy (Schauspieler) (* 1976), ungarischer Schauspieler
- Zsolt Nagy (Fußballspieler, 1979) (* 1979), ungarischer Fußballspieler
- Zsolt Nagy (Fußballspieler, 1993) (* 1993), ungarischer Fußballspieler
- Zsolt Nagy (Fußballspieler, 2002) (* 2002), ungarischer Fußballspieler
- Zsolt Nagy (Politiker) (* 1971), rumänischer Politiker
- Zsuzsanna Nagy (Eiskunstläuferin) (* 1986), ungarische Eiskunstläuferin
- Zsuzsanna Nagy (* 1951), ungarische Turnerin, siehe Zsuzsa Nagy